# Kịch sĩ
Kịch sĩ (Hán-Việt: 劇士) là nghệ sĩ hoạt động trên sân khấu kịch, bao gồm việc sáng tác, dàn dựng và biểu diễn. Tại Việt Nam, khái niệm kịch sĩ đôi khi được sử dụng với mục đích châm biếm.

## Chú tích
1. ↑  http://www.sft.edu/tips/stage-acting.html Lưu trữ ngày 26 tháng 3 năm 2014 tại Wayback Machine Retrieved on ngày 3 tháng 4 năm 2014
2. ↑  "10 "kịch sĩ" sân cỏ giàu nhất thế giới". Bản gốc lưu trữ ngày 24 tháng 5 năm 2014. Truy cập ngày 24 tháng 5 năm 2014.
3. ↑  Từ pha ăn vạ của Neymar: Những "kịch sĩ" làm xấu hình ảnh Barca